# Inklusionskroppsmyosit
Inklusionskroppsmyosit (engelska: inclusion body myositis, IBM) är en ovanlig sorts muskeldystrofi och muskelinflammation (myosit) vid vilken det sker en ansamling av bindväv  och proteiner i muskelfibrerna, vilket leder till förtvining av muskler och muskelsvaghet. Orsaken till sjukdomen är okänd.

## Symtom
Sjukdomen yttrar sig i en långsamt fortskridande muskelsvaghet i de viljestyrda musklerna, i synnerhet i fingrar, handleder och lår samt ibland i musklerna som lyfter foten. Personen kan därför få svårt att greppa föremål, såsom kassar, och snubbla. Symtomen kan vara en- eller dubbelsidiga eller variera i svårighetsgrad på de båda sidorna. Däremot är musklerna i hjärtat opåverkade. Sjukdomens fortskridande är mycket långsam, men somliga kan med tiden behöva rullstol. Drabbade kan få svårt att svälja, och med tiden också få svårigheter med andningen, samt muskelsvaghet i armar, skuldror och nacke.
Sjukdomen bryter oftast ut hos personer över 50 år. Dock kan yngre drabbas. Ju äldre personen är vid insjuknandet, desto snabbare tycks förloppet vara.
Det är ovanligt att personen också har andra inflammatoriska sjukdomar.

## Orsaker och patofysiologi
Orsaken till IBM är okänd. Muskelinflammationen uppstår för att kroppens immunförsvar av någon orsak börjar angripa de egna musklerna. Det antas därför att virus möjligen kan trigga igång sjukdomen, däribland HIV, HTLV-1 och coxsackievirus B. Vissa läkemedel har kunnat knytas till myosit, samt vaccin mot hepatit B.
Sjukdomen antas vara icke ärftlig, men det finns ett stort sammanfall med genotyper på HLA-DR3 och 8-1 MHC. Ungefär hälften har autoantikroppen anti-IBM-43, som riktar sig mot muskelprotein. Det är omtvistat huruvida inflammationen är primär och i så fall orsakar degeneration, eller om den primärt är degenerativ och därför blir inflammatorisk.

## Prevalens
I Sverige drabbas 1-2 personer per 1 miljon årligen av IBM. Det är två till tre gånger så vanligt att män drabbas. Skillnader mellan olika folk och olika delar av världen är emellertid stor, vilket kan bero på att sjukdomen är underdiagnostiserad i delar av världen.